# Francisco Chacón (peintre)
Pour les articles homonymes, voir Francisco Chacón.

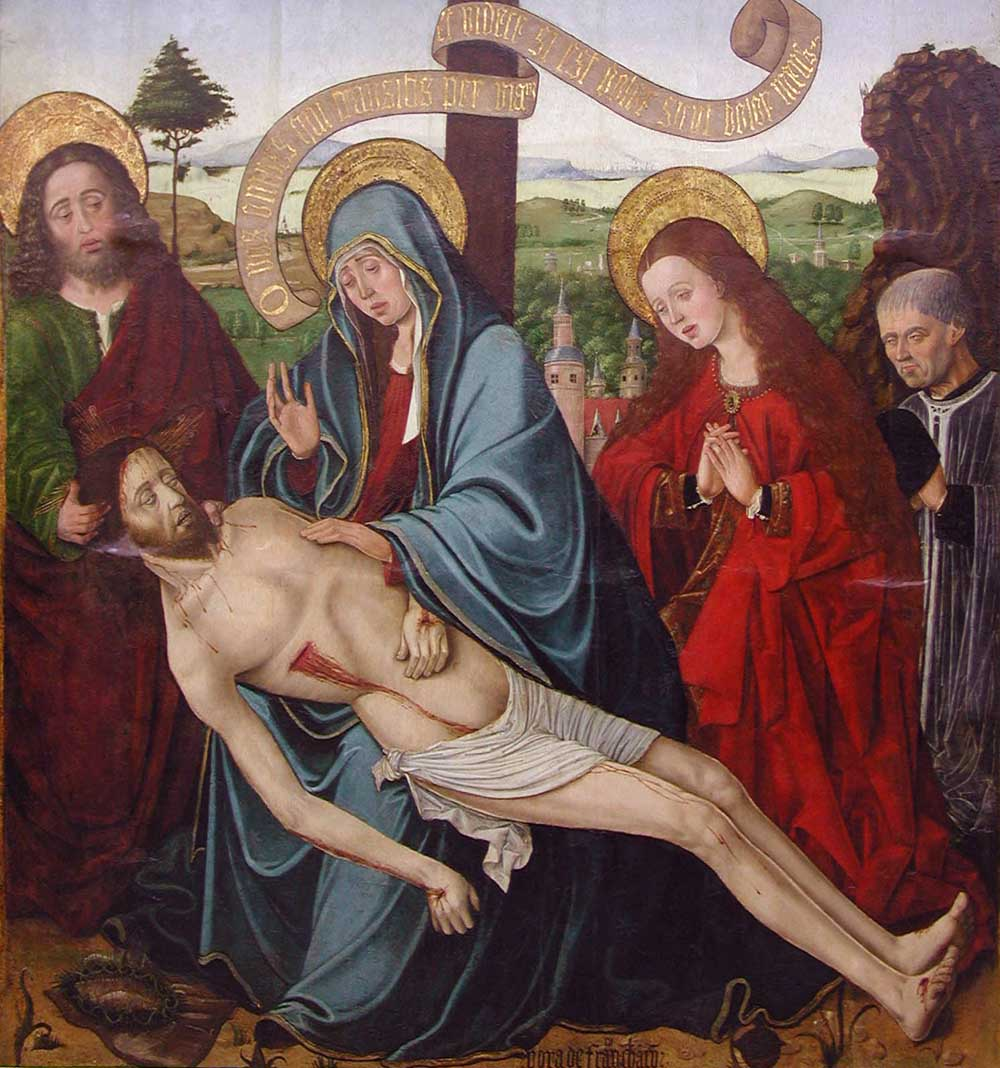
La Quinta Angustia,huile sur panneau, 197 x 160.5 cm, musée des beaux-arts de Grenade.

Francisco Chacón (fl. 1474-1501) est un peintre hispano-flamand actif à Tolède, premier peintre de la reine Isabelle la catholique.

## Biographie
Un Francisco Chacón est documenté en 1474, cité comme « commandant et résident de Tolède » dans un document de paiement de deux cahices de blé par ordre de l'archevêque Alfonso Carrillo de Acuña. Il est également déjà mentionné comme « peintre de la dame princesse » l'année de son accession au trône. Le 21 décembre 1480 la reine Isabelle le nomme son premier peintre avec pour fonctions de fournisseur ou visiteur de peintures pour éviter les insultes à la religion comme on le voit dans le document par lequel la nomination est rendue officielle qui établit :

« ...  mon plus grand peintre selon les termes de cette lettre à lui dans tout ce qui concerne la peinture. Il a le pouvoir de défendre qu'aucun Juif ni aucun Maure n'a osé peindre la figure de Notre Seigneur Jésus-Christ et de la glorieuse Sainte-Marie ni aucun autre saint que ce soit »

Il est possible qu'il est passé à Grenade où en tout cas est conservée la seule œuvre signée et d'attribution assurée : la Quinta Angustia au musée des beaux-arts, provenant de la chapelle de Sainte-Ursule et Susana ou de la Quinta Angustia fondée en 1501, date d'exécution possible du tableau offert par une église dont l'image, traitée avec un réalisme remarquable, apparaît derrière la figure de Marie-Madeleine.